# FIFA 07
FIFA 07, ook bekend als FIFA Soccer 07 en FIFA Football 07, is een voetbalsimulatiespel en het veertiende deel van de FIFA-serie. Het spel werd ontwikkeld door EA Canada en uitgegeven door Electronic Arts en kwam in Europa op 29 september 2006 uit voor de pc, GameCube, PlayStation 2, Game Boy Advance, PlayStation Portable, Nintendo DS, Xbox en Xbox 360.

## Kenmerken
- Meer dan 510 teams in 27 competities en 20 landen en meer dan 10.000 gelicentieerde spelers.
- Interactive Leagues: Een interactieve online competitie wordt geïntroduceerd met interactieve versies van de Premier League, Franse Ligue 1, Duitse Bundesliga en de Mexicaanse competitie. Elke wedstrijd die in het echt in een van de genoemde competities gespeeld wordt, zal ook online gespeeld worden door een speler van een club tegen een andere speler van een andere club.
- Realistischere reacties van het publiek dat reageert op vele acties op het veld. Het publiek klinkt net als de plaatselijke bevolking van waar de wedstrijd gespeeld wordt. Speel je bijvoorbeeld een wedstrijd in Frankrijk, dan zal het publiek ook Frans klinken. Ook reageren de thuis- en uitfans verschillend bij verschillende acties op het veld. Je hoort bijvoorbeeld het uitpubliek in een hoekje van het stadion, terwijl je het thuispubliek in vrijwel het hele stadion hoort.
- Identieke skillmoves van spelers zoals Ronaldinho, Cristiano Ronaldo en Robinho en identieke vrije trappen van spelers zoals Frank Lampard, Simão Sabrosa, David Beckham, Ronaldinho en Roberto Carlos zitten er in.
- Verbeterde passing- en vrijetraptechnieken en verbeterde AI van de keeper.
- Verbeterde vrijetraptechniek.
- De carrièremodus kan met een USB-kabel worden getransferd tussen de PlayStation 2 en de PlayStation Portable. In de carrièremodus wordt ook de ontwikkeling van de jeugdspelers gevolgd en die kunnen zo ook naar het eerste team worden verplaatst.
- Het veld, het weer en de spelers hebben invloed op de bal.
- Mogelijkheid om zelf een club te maken.
- FIFA 07 heeft net als zijn voorganger een World XI- en Classic XI-team.
- De spelers schieten slechter met de voet waar ze liever niet mee schieten.
- In de carrièremodus worden bedragen uitgedrukt in pond sterling, euro's en dollars en niet meer in punten zoals voorheen.

## Competities
Er zijn in totaal 27 competities in FIFA 07. Er is ook een internationale competitie die nationale teams bevat en een 'rest van de wereld-competitie' waar losse teams in zitten die niet in een normale competitie passen.
| - Oostenrijkse Bundesliga - Belgische Jupiler Pro League - Braziliaanse Campeonato Brasileiro - Deense Ligaen - Premier League OL 360 - Football League Championship - Football League One - Football League Two - Franse Ligue 1 OL 360 - Franse Ligue 2 - Duitse Bundesliga 1 OL 360 - Duitse Bundesliga 2 - Nederlandse Eredivisie - Italiaanse Serie A OL 360 | - Italiaanse Serie B - Koreaanse K-League - Major League Soccer - Mexicaanse Primera Division OL 360 - Noorse Tippeligaen - Poolse Orange Ekstraklasa DS GBA - Portugese SuperLiga - Schotse Premier League - Spaanse Primera División OL 360 - Spaanse Segunda División - Zweedse Allsvenskan - Zwitserse Axpo Super League - Turkse Super League DS GBA |

Notities
- 360 - Dit zijn de enige beschikbare competities in de Xbox 360-versie.
- DS - Niet beschikbaar in de DS-versie.
- GBA - Niet beschikbaar in de Game Boy Advance-versie.
- OL - Interactieve online competitie.

### Rest van de wereld
FIFA 07 heeft 14 clubs in de "Rest van de wereld"-competitie. Deze competitie is niet beschikbaar in de DS-versie.
- Lausanne-Sport
- Lugano
- La Chaux-de-Fonds
- Orlando Pirates
- Kaizer Chiefs
- Boca Juniors
- River Plate
- Esporte Clube Bahia
- Atlético Mineiro
- AEK Athene
- PAOK
- Panathinaikos
- Olympiakos Piraeus
- Sparta Praag

## Commentatoren
- Clive Tyldesley & Andy Gray (Engels)
- Hervé Mathoux & Paul Le Guen (Frans)
- Fabio Caressa & Giuseppe Bergomi (Italiaans)
- Tom Bayer & Sebastian Hellmann (Duits)
- Manolo Lama & Paco González (Spaans)
- Evert ten Napel & Youri Mulder (Nederlands)
- Henrik Strömblad & Glenn Hysén (Zweeds)

## Soundtracks
- Angelique Kidjo - Wele Wele
- Belasco - Chloroform
- Bersuit Vergarabat - O Vas a Misa...
- Bitman & Roban - Get On The Floor
- Blasted Mechanism - Blasted Empire
- Boy Kill Boy - Civil Sin
- Andrés Cabas - La Cadena de Oro
- Carlos Jean - Get Down
- d.o.c.h.! - Was in der Zeitung Steht
- Elefant - Uh-oh Hello
- Epik High - Fly (DS)
- Fertig, los! - Sie ist in mich verliebt
- Infadels - Can't Get Enough (Mekon Remix)
- Keane - Nothing In My Way
- Malibu Stacy - Los Angeles
- Mellowdrone - Oh My
- Mobile - New York Minute
- Morning Runner - Gone Up In Flames
- Muse - Supermassive Black Hole
- Nightmare of You - Dear Scene, I Wish I Were Deaf
- Outlandish - Kom Igen
- Paul Oakenfold - Beautiful Goal
- / Persephone's Bees - Muzika Dlya Fil'ma
- Plastilina Mosh - Peligroso Pop
- Polysics - Tei! Tei! Tei!
- The Prototypes - Kaleidoscope
- Ralph Myerz and The Jack Herren Band - Deepest Red
- Seu Jorge - Tive Razão
- Shiny Toy Guns - You Are The One (DS)
- Stijn Vandeputte - Gasoline & Matches
- Surferosa - Royal Uniform
- Tahiti 80 - Big Day (DS)
- The Feeling - Sewn
- The Pinker Tones - TMCr Grand Finale (DS)
- The Sheer - Understand
- The Young Punx - You've Got To... (DS)
- Tigarah - Girl Fight (DS)
- Trash Inc. - Punk Rock Chick
- Us3 - Kick This (DS)
- Young Love - Discotech

Notitie
- DS - Dit zijn de enige soundtracks in de DS-versie.